# Viorel Talapan
Viorel Talapan (født 25. februar 1972 i Mihai Viteazu, Rumænien) er en rumænsk tidligere roer, olympisk guldvinder og tredobbelt verdensmester.
Talapan vandt guld i firer med styrmand ved OL 1992 i Barcelona, sidste gang denne disciplin var på OL-programmet. Bådens øvrige besætning var Iulică Ruican, Dimitrie Popescu, Nicolae Țaga og styrmand Dumitru Răducanu. Ved de samme lege vandt han desuden en sølvmedalje, som del af den rumænske otter. Han var også med i otteren ved OL 1996 i Atlanta, hvor rumænerne sluttede på 7. pladsen, og ved OL 2000 i Sydney, hvor det blev til en 6. plads.
Talapan vandt desuden tre VM-guldmedaljer i firer med styrmand, i henholdsvis 1993, 1994 og 1996.

## OL-medaljer
- 1992:  Guld i firer med styrmand
- 1992:  Sølv i otter